# Hugo IV. von Le Puiset
Hugo IV. von Le Puiset (franz.: Hugues du Puiset; † 1189) war ein Herr von Le Puiset, Vizegraf von Chartres und durch Heirat Graf von Bar-sur-Seine. Er war ein Sohn des Erhard IV. von Le Puiset (Haus Le Puiset) und dessen Ehefrau Heloise.
Seine Ehefrau war die Gräfin Pétronille von Bar-sur-Seine aus dem Haus Brienne, in deren Namen Hugo ebenfalls als Graf von Bar-sur-Seine auftreten konnte. Ihre Kinder waren:
- Milon (IV.) († 17./18. August 1219 auf dem Kreuzzug von Damiette), Graf von Bar-sur-Seine, Herr von Le Puiset, Vizegraf von Chartres
- Helvis, ⚭ mit Guido von Sennecey
- Margarete, 1. ⚭ mit Simon von Rochefort-en-Brévon († 1219 vor Damiette); 2. ⚭ mit Odo von Aspremont-sur-Saône

Hugo war in dem Aufstand des jungen englischen Königs Heinrich gegen dessen Vater, König Heinrich II. Plantagenet, verwickelt. Sein Onkel, Hugh de Puiset, war in England im Amt des Bischofs von Durham und verhielt sich in diesem Konflikt nach außen neutral, stellte sich allerdings nicht gegen die Invasion des schottischen Königs Wilhelm I. in Nordengland. Hugo beabsichtigte den Schottenkönig zu unterstützen und landete unter Duldung seines Onkels am letzten Samstag des Monats Juli 1174 im Hafen von Hartlepool mit 40 flämischen Rittern und 500 Brabanzonen an. Nur wenige Tage zuvor aber war der Schottenkönig in der Schlacht von Alnwick in die Gefangenschaft der Engländer geraten, weshalb Bischof Hugh umgehend die Brabanzonensöldner nach Flandern zurücksandte, Hugo und seine Ritter aber in die Burg Northallerton einquartierte. Dadurch wurde für König Heinrich II. Plantagenet die stillschweigende Unterstützung des Bischofs für die Aufständischen offenbar, weshalb er später die Schleifung von Northallerton und anderer bischöflicher Burgen anordnete.
Graf Hugos Engagement in England ist in den Annalen des anglo-normannischen Chronisten Roger von Hoveden überliefert.

## Einzelnachweis
1. ↑  Zum Sterbejahr 1189 siehe Gesta Regis Henrici Secundis et Gesta Regis Ricardi Benedicti abbatis, hrsg. von William Stubbs in: Rolls Series 49 (1867), Vol. 2, S. 92

## Weblink
- Hugues IV du Puiset bei fmg.ac (englisch)

| Personendaten    | Personendaten                                                        |
| ---------------- | -------------------------------------------------------------------- |
| NAME             | Hugo IV. von Le Puiset                                               |
| ALTERNATIVNAMEN  | Hugues IV du Puiset                                                  |
| KURZBESCHREIBUNG | Herr von Le Puiset, Vizegraf von Chartres und Graf von Bar-sur-Seine |
| GEBURTSDATUM     | 12. Jahrhundert                                                      |
| STERBEDATUM      | 1189                                                                 |